# お雇い外国人
お雇い外国人（おやといがいこくじん、御雇外国人）は、幕末から明治にかけて日本政府や各府県などによって雇用された外国人の総称。
人々は欧米の技術・学問・制度を導入して「殖産興業」と「富国強兵」を推し進める目的で雇用されていった。当時の日本人の中からは得がたい知識・経験・技術を持った人材で、欧米人以外に若干の中国人やインド人も含まれていた。官庁の上級顧問だけでなく、単純技能者も存在していた｡ お抱え外国人とも呼ばれる。

## 概要
お雇い外国人は、日本の近代化に必要な西欧の先進技術や知識を単にもたらしただけでなく、彼らの日本滞在を通して日本人に海外の生活習慣を紹介し、また反対に日本の文化を海外に紹介する役割を果たした。江戸時代初期にはヤン・ヨーステンやウィリアム・アダムスなどの例があり、幕府の外交顧問や技術顧問を務め徳川家康の評価を得て厚遇された。外国人雇用が本格化するのは幕末期で、欧米諸国から開国と通商の圧力が高まり、それに対し幕府は外交政策顧問としてオランダ人フィリップ・フランツ・フォン・シーボルト、長崎海軍伝習所にオランダからヴィレム・ホイセン・ファン・カッテンディーケらの教員、さらに横須賀造兵廠にフランスからレオンス・ヴェルニーらの技術者、燈台建設のためにイギリスからリチャード・ブラントンらの技術者を雇用した。
明治政府は幕府が計画していた鉄道網の建設構想を引き継ぐとともに、殖産興業を大々的に推進するために工部省を創設し、そこに大勢の技術系外国人を雇用した。幕末期から外国人は2年から3年契約で雇われ、更新される者もいたが、順次日本人に取って代わられた。イギリス人にとってその植民地で長期間仕事をしたり、あるいは定住したりすることは普通であったが、ヘボンは日本では「雇い Yatoi」とは短期雇用という位置づけであると述べている。
報酬は当時の日本人の給与体系からすると高かったが、イギリスのインド植民地の官吏や技術者と同程度であり、それを基準にしたと考えられる。1871年（明治3 - 4年）の時点で太政大臣三条実美の月俸が800円、右大臣岩倉具視が600円であったのに対し、外国人の最高月俸は造幣寮支配人ウィリアム・キンダーの1,045円であった。その他、グイド・フルベッキやアルベール・シャルル・デュ・ブスケが600円、燈明台掛技師長のヘンリー・ブラントンが500円で雇用されており、1890年（明治23年）までの平均では、月俸180円とされている。
人選は政府間協定や信用のある機関を通して行われ、ほとんどの人物は真摯に任務を勤めたが、仲間からの推薦や自薦で採用された者のなかには不埒な者もいた。
こうしたお雇い外国人は、佐賀の乱から西南戦争に続く緊縮財政のために1876年（明治9年）に多くが解雇され、さらに工部大学校からの卒業生や海外留学からの帰国者が出てくると、外国人の雇い入れは次第に少なくなった。ほとんどは任期を終えるとともに離日したが、母国に戻らずほかの国に仕事を求め定住する者もいた。さらに例外的に、ラフカディオ・ハーンやジョサイア・コンドル、エドウィン・ダンのように日本文化に惹かれて滞在し続け、日本で妻帯しあるいは生涯を終えた人物もいた。エドワード・B・クラークは、イギリス人の両親が日本に滞在していたときに横浜で生まれ、一時期、母国イギリスに留学したとき以外は、死期まで日本で生活していた。
雇用先の分野と異なる分野で、功績を残した人物も多い。アーネスト・フェノロサは政治学や哲学の教授として招かれたが、日本美術の再評価においても名が知られる。ホーレス・ウィルソンは英語教師として招かれたが、このとき、教育の一環として日本人生徒たちに野球を教えたことから「日本に野球を伝えた人物」として名を残し、野球殿堂入りしている。ウィリアム・ゴーランドは大阪造幣寮の技師として雇われ、その分野でも高い評価を持つが、他に日本の古墳研究や日本アルプスの命名でも名が残る。

## 出身国
国籍や技能は多岐にわたり、1868年（慶応4年／明治元年）から1889年（明治22年）までに公的機関・私的機関・個人が雇用した外国籍の者の資料として、『資料 御雇外国人』、『近代日本産業技術の西欧化』があるが、これらの資料から2,690人の外国人国籍が確認できる。イギリス人1,127人、アメリカ人414人、フランス人333人、中国人250人、ドイツ人215人、オランダ人99人、その他252人である。期間を1900年までとすると、イギリス人4,353人、フランス人1,578人、ドイツ人1,223人、アメリカ人1,213人とされている。
1890年（明治23年）までの雇用先を見ると、イギリス人の場合は政府雇用が54.8%で、特に43.4%が工部省に雇用されていた。明治政府が雇用したお雇い外国人の50.5%がイギリス人であった。工部省の明治3年から明治20年までのお雇い外国人総数256人中238人がイギリス人である。大口雇用として、エドモンド・モレルをはじめとする鉄道建設技術者、リチャード・ブラントン他の灯台建設技術者、ヘンリー・ダイアー他の工部大学校教師団、コリン・マクヴェインの測量技術者があげられる。
アメリカ人は54.6%が民間で、教師が多かった。政府雇用は39.0%で文部省が15.5%、開拓使が11.4%であるが、開拓使の外国人の61.6%がアメリカ人であった（ホーレス・ケプロンやウィリアム・スミス・クラークなど）。
フランス人は48.8%が軍の雇用で、陸軍雇用の87.2%はフランス人であった。幕府はフランス軍事顧問団を招いて陸軍の近代化を図ったが、明治政府もフランス式の軍制を引き継ぎ、2回の軍事顧問団を招聘している。のちに軍制をドイツ式に転換したのは1885年（明治18年）にドイツ帝国陸軍のクレメンス・ヴィルヘルム・ヤーコプ・メッケル参謀少佐を陸軍大学校教官に任じてからのことである。数は少ないが司法省に雇用され、不平等条約撤廃に功績のあったギュスターヴ・エミール・ボアソナードや、左院でフランス法の翻訳に携わったアルベール・シャルル・デュ・ブスケなど法律分野で活躍した人物もいる。
ドイツ人の場合は政府雇用が62.0%であり、特に文部省（31.0%）、工部省（9.5%）、内務省（9.2%）が目立つ。エルヴィン・フォン・ベルツをはじめとする医師や、地質学のハインリッヒ・エドムント・ナウマンなどが活躍した。
オランダ人の場合、民間での雇用が48.5%であるが、海運が盛んな国であったことから船員として働くものが多かった。幕府は1855年（安政2年）、長崎海軍伝習所を開設し、オランダからヴィレム・ホイセン・ファン・カッテンディーケらを招いたため海軍の黎明期にはオランダ人が指導の中心となったが、幕末にイギリスからトレーシー顧問団が招聘され（明治維新の混乱で教育は実施されず）、さらに明治新政府に代わってからは1873年（明治6年）にダグラス顧問団による教育が実施され、帝国海軍はイギリス式に変わっている。他に土木の河川技術方面でヨハニス・デ・レーケら多くの人材が雇用された（オランダの治水技術が関係者に高く評価された背景があるとされているが、ボードウィン博士兄弟との縁故による斡旋という説もある）。
イタリア人はその人数こそ多くなかったものの、工部美術学校にアントニオ・フォンタネージらが雇用された。また、エドアルド・キヨッソーネが様々な分野で貢献した。

## 分野別

### 国家体制
- ヘンリー・ジョイナー - 気象庁の前身、東京管区気象台の設置（英）[11]
- ヘルマン・ロエスレル - 法学者・経済学者。憲法、商法、独逸学協会名誉会員（独）
- アルベルト・モッセ - 内閣雇法律顧問、プロシア國裁判官、始審裁判所評定官、独逸学協会名誉会員（独）[12]
- ゲオルク・ミヒャエリス - 博士、プロシア国判事試補、独逸学協会名誉会員、のちドイツ帝国の第6代帝国宰相（独）[13]
- カール・ラートゲン - 国法学、独逸学協会名誉会員（独）[14]
- フランシス・テイラー・ピゴット - 内閣顧問（英）
- エドアルド・キヨッソーネ - 紙幣・切手の印刷。明治通宝を印刷したドンドルフ・ナウマン印刷会社職員。他、明治天皇・西郷隆盛などの肖像（伊）

### 学術・教育
- フレデリック・イーストレイク - 語学教育、慶應義塾教員、国民英学会創立参加（米）
- ラフカディオ・ハーン - 語学教育、『怪談』（英）
- ジェイムス・サマーズ（英語版） - 語学教育者、イギリス。中国語生徒にアーネスト・サトウ、英語生徒に高山圭三など[15]。
- エドワード・S・モース - 生物学、大森貝塚の発見（米）
- ハインリヒ・フォン・シーボルト - 考古学、大森貝塚の研究、フィリップ・フランツ・フォン・シーボルトの次男（独→墺）
- ウイリアム・スミス・クラーク - 札幌農学校（現・北海道大学）初代教頭（米）
- バジル・ホール・チェンバレン - 語学教育 『古事記』の英訳、アーリアン学説の思想家であるヒューストン・ステュアート・チェンバレンは弟（英）
- ラファエル・フォン・ケーベル - 哲学・音楽（露、ただしドイツ系でドイツ語を母語とし、ドイツ哲学を基礎とした）
- ヴィクトル・ホルツ - 第一大学区独逸学教場・東京医学校教員（独）
- エミール・ハウスクネヒト - 教育学（独）
- アリス・メイベル・ベーコン - 女子教育（米）
- ジョージ・アダムス・リーランド - 体操伝習所教授（米）
- ヘンリー・ダイアー - 工部大学校（現・東京大学工学部）初代都検（英）
- ウィリアム・エドワード・エアトン - 物理学、工部大学校教授（英）
- ハインリッヒ・エドムント・ナウマン - フォッサ・マグナの発見、ナウマンゾウ（独）
- ダビッド・モルレー - 文部省顧問（督務官・学監）（米）
- ジョン・アレキサンダー・ロウ・ワデル - 東京大学理学部（当時）にて講義（米）
- ホーレス・ウィルソン - 語学教育、野球を日本に紹介（米）
- マリオン・スコット - 大学南校、東京師範学校（東京教育大学、筑波大学の前身）、東京大学予備門教員（米）
- ルートヴィヒ・リース - 歴史教育、慶應義塾大学部、帝国大学、陸軍大学校教員（独）
- エドワード・B・クラーク - 語学教育、ラグビーを日本に紹介、慶應義塾大学、京都帝国大学教員（英）
- アーサー・ナップ - 語学教育、慶應義塾教員、日本ユニテリアン教会宣教師、米国ユニテリアン協会（米）
- リロイ・ランシング・ジェーンズ - 語学教育、熊本藩藩校熊本洋学校英語教師、熊本バンド（米）
- エドワード・ウォーレン・クラーク - 化学、語学教育、賤機舎の前身静岡学問所、東京開成学校（米）
- エルヴィン・クニッピング - 気象観測事業の指導、海員養成（独）
- カール・アウグスト・シェンク（Carl August Schenk）- 東京開成学校鉱物学教員（独）
- ゲオルク・ヘルマン・リッター - 大阪開成所・東京開成学校化学教員（独）

### 法律
- グイド・フルベッキ - 法律、旧約聖書の翻訳（アメリカ・蘭）
- ギュスターヴ・エミール・ボアソナード - 刑法、刑事訴訟法、民法、司法省法学校教員（仏）
- ジョルジュ・ブスケ - 司法省法学校教員（仏）
- アルベール・シャルル・デュ・ブスケ - 法律、軍事などの仏語資料を多数翻訳（仏）
- オットマール・フォン・モール - 宮廷儀礼、栄典制度（独）
- ヘルマン・テッヒョー - 民事訴訟法（独）
- アレッサンドロ・パテルノストロ - 司法省顧問（伊）
- カール・ルードルフ（ドイツ語版） - 内閣顧問（独）
- オットー・ルードルフ - 司法省顧問、東京大学教員（独）
- ジョルジュ・アペール - 司法省法学校・東京帝国大学教員（仏）
- ミシェル・ルヴォン - 東京帝国大学教員、司法省法律顧問（仏）
- ルイ・アドルフ・ブリデル - 東京帝国大学教員（瑞）
- ウィリアム・カークウッド - 駐日英国公使館の法律顧問から司法省法律顧問（英）
- プロスペール・ガンベ・グロース - 警視庁法律顧問（仏）
- ヘンリー・テイラー・テリー - 東京大学・東京帝国大学法学教員（米）

### 経済・金融
- アレクサンダー・アラン・シャンド - 大蔵省紙幣寮顧問。チャータード・マーカンタイル銀行横浜支店代理支店長から大蔵省顧問（英）[16]
- ギャレット・ドロッパーズ - 経済学者、慶應義塾大学部理財科教授（米）

### 外交
- シャルル・ド・モンブラン - 外国事務局顧問。駐仏日本総領事（仏）
- フレデリック・マーシャル - 在仏日本公使館付情報員、顧問格（英）
- ギュスターヴ・エミール・ボアソナード - 太政官法制局御用掛（仏）
- ヘンリー・デニソン - 外務省顧問。下関条約・ポーツマス条約交渉（米）
- アレクサンダー・フォン・シーボルト - 井上馨秘書他（独）
- エルンスト・デルブリュック（スウェーデン語版） - 獨逸学協会教授、外務省 [17]
- レフ・メーチニコフ - 日本亡命したロシアの過激派・革命家。フランス語や、東京外国語学校でロシア語を教える。父親はロシア皇帝親衛隊員。次弟は免疫学でノーベル生理学・医学賞を受けたイリヤ・メチニコフ。

### 芸術・美術
- アーネスト・フェノロサ - 哲学、日本美術を評価（米）
- アントニオ・フォンタネージ - 絵画、工部美術学校（伊）
- アッキレ・サン・ジョヴァンニ - 絵画（伊）
- ヴィンチェンツォ・ラグーザ - 彫刻（伊）
- ルーサー・ホワイティング・メーソン - 西洋音楽の輸入、音楽取調掛教師（米）
- フランツ・エッケルト - 現行『君が代』の編曲（一説では作曲も）（独）
- ギヨーム・ソーヴレー - 音楽取調掛、東京音楽学校教師（蘭）
- ルドルフ・ディットリヒ - 東京音楽学校教師（墺）
- ジョン・ウィリアム・フェントン - 軍楽隊の導入（英）
- シャルル・ルルー - 音楽、特に軍楽の指導、陸軍分列行進曲（抜刀隊・扶桑歌）の作曲（仏）
- ゴットフリード・ワグネル - 陶磁器、ガラス器などの製造指導（独）
- ジョルジュ・ビゴー - 漫画家、風刺画家（仏）

### 医学
- エルウィン・ベルツ - 医学（独）
- フェルディナント・アダルベルト・ユンケル - 医師（墺）
- アルブレヒト・フォン・ローレツ - 医師（墺）
- テオドール・ホフマン - 軍医（独）
- レオポルト・ミュルレル - 軍医（独）
- ウィルヘルム・デーニッツ - 東京医学校・解剖学、警視庁・裁判医学（独）
- スチュアート・エルドリッジ - 医師、北海道開拓使（米）
- ポンペ・ファン・メーデルフォールト - 長崎海軍伝習所（オランダ）
- パウル・マイエット - 太政官顧問、東京医学校（現・東京大学医学部）、慶應義塾大学部理財科教員（独）、独逸学協会名誉会員
- ヤン・カレル・ファン・デン・ブルーク - 医学・舎密学、化学。長崎海軍伝習所（蘭）

### 工業技術・建築
- ウィリアム・ヘンリー・ストーン - 工部省書記官。電信寮に所属し電信架設指導（英）
- ヘンリー・シャボー（英語版） - 内務省地理寮、測量および地図作成（独→英）
- ヘルマン・エンデ - 建築。官庁集中計画（独）
- ヴィルヘルム・ベックマン - 建築（独）
- ヘルマン・ムテジウス - 建築（独）
- ルドルフ・レーマン - 機械工学、語学教育（独）
- ヨハニス・デ・レーケ - 河川砂防整備（蘭）
- ローウェンホルスト・ムルデル - 利根運河、宇品港（広島港の前身）築港（蘭）
- ジョージ・アーノルド・エッセル - 河川整備。版画家マウリッツ・エッシャーの父（蘭）
- セ・イ・ファン・ドールン - 安積疏水の設計や野蒜築港計画に携わる（蘭）
- トーマス・ウォートルス - 銀座煉瓦街、大阪造幣局、竹橋陣営（英）
- ジュール・レスカス - 生野鉱山建設のほか、西郷従道邸宅（仏）
- ジョン・ウィリアム・ハート[要出典] - 神戸外国人居留地計画（英）
- エドモン・オーギュスト・バスチャン - 横須賀製鉄所・富岡製糸場などの設計（仏）
- チャールズ・アルフレッド・シャストール・ド・ボアンヴィル- 皇居謁見所、工部大学校校舎など（英仏）
- ジョヴァンニ・ヴィンチェンツォ・カッペレッティ- 参謀本部や遊就館など（伊）
- ジョサイア・コンドル - 工部大学校での建築学教育、鹿鳴館の設計（英）
- エドモンド・モレル - 工部省鉄道量、新橋-横浜間の鉄道建設、初代・鉄道兼電信建築師長（英）
- リチャード・ボイル - 工部省鉄道量、京都-神戸間の鉄道建設、E・モレルの後任（英）
- リチャード・フランシス・トレビシック - 官設鉄道神戸工場汽車監察方。国産第1号機関車を製作。機関車の父リチャード・トレビシックの孫（英）
- フランシス・ヘンリー・トレビシック - 鉄道技術を伝える。官設鉄道新橋工場汽車監督。リチャード・フランシスの弟（英）
- レオンス・ヴェルニー - 海軍工廠、横須賀造兵廠、長崎造船所、城ヶ島灯台の建設指導など（仏）
- ベンジャミン・スミス・ライマン - 後の夕張炭鉱など北海道の地質調査（米）
- リチャード・ヘンリー・ブラントン - 工部省燈台寮、各地で灯台築造・横浜の街路整備（英）
- コリン・アレクサンダー・マクヴェイン - 工部省測量司、測量師長、工学寮工学校校舎建設、銀座・日本橋再開発計画、旧江戸城測量、気象観測、天文観測（金星の太陽面通過）、地震観測、関八州大三角測量指揮（英）
- ヘンリー・S・パーマー - 横浜ほか、全国各地の水道網設計（英）
- ウィリアム・K・バルトン - 内務省、衛生工学、地震工学（英）
- ジョン・スメドレー（John Dexter Smedley）- 東京大学理学部で造営学、図学講師。銀座・日本橋再開発計画（マクヴェインとともに）など（豪）
- チャールズ・A・W・パウネル（Charles Assheton Whately Pownall）- 橋梁設計、帰国後も日本の鉄道全権顧問を委嘱（英）
- ヘルマン・ルムシュッテル - 九州鉄道の建設指導（独）
- フランツ・バルツァー - 東京の高架鉄道計画・設計（独）
- ウォルター・ページ - 鉄道運輸業務、列車ダイヤの祖（英）
- チャールズ・ビアード - 鉄工業者、関東大震災前後における東京市復興建設顧問（米）
- ジェームズ・R・ワッソン - 北海道における三角測量（米）
- モルレー・S・デー - 北海道における三角測量（米）
- ジェームズ・アルフレッド・ユーイング - （英）

### 各種産業技術
- エドウィン・ダン - 北海道の農業指導（米）
- エルヴィン・クニッピング - 天気図を作成し気象予報を伝えた（独）
- ウィリアム・ブルックス - 北海道の農業指導（米）
- ルイス・ベーマー - 北海道の農業指導（米〈独系移民〉）
- ウィリアム・コープランド - ビール醸造技師（米）
- ホーレス・ケプロン - 北海道開拓使顧問、海道の農業指導、道路など。アメリカ合衆国政府の農務局長（米）
- トーマス・アンチセル - 北海道開拓使、鉱山技師、ビール開発、大蔵省紙幣寮、紙幣用インクの研究（米）
- ヒクナツ・フルスト - ビール醸造（米）
- ウィルヘルム・コブリッツ - ビール醸造技師（独） [18]
- A・G・ワーフィールド - 土木技師、北海道開拓使（米）
- ヘンドリック・ハルデス - 長崎造船所、製鉄所建設（蘭）
- オスカル・ケルネル - 農芸化学（独）
- オスカル・レーヴ - 農芸化学（独）
- クルト・ネットー - 鉱業の技術指導（独）
- ジャン・フランシスク・コワニエ - 鉱山技術、生野銀山にて帝国主任鉱山技師、日本各地の鉱山調査（仏）
- トーマス・ウィリアム・キンダー - 大阪造幣寮首長（英）
- ウィリアム・ゴーランド - 造幣寮での化学・冶金指導など、古墳研究で考古学にも貢献（英）
- カール・フライク（Karl Flaig）- 帝国ホテル総支配人として西欧ホテル経営の基礎を伝える（独）
- ポール・ブリューナ - 富岡製糸場の首長（責任者）、建設から近代製糸技術の導入まで（仏）
- ゲオルク・フリードリヒ・ヘルマン・ハイトケンペル - 革靴製造の指導（独）
- ウィリアム・コグスウェル・ホイットニー - 商法講習所教員（米）
- D・W・アップ・ジョンズ - 宮内庁下総御料牧場の前身にあたる下総牧羊場で、牧畜を指導（米）[19]

### 軍事
- ペルス・ライケン - 長崎海軍伝習所。航海術・運用術（蘭）
- ヴィレム・ホイセン・ファン・カッテンディーケ - 近代海軍の教育。長崎海軍伝習所。航海術・砲術・測量術（蘭）
- レオンス・ヴェルニー - 横須賀海軍工廠（仏）
- シャルル・シャノワーヌ - 江戸幕府のフランス軍事顧問団（仏）
- ジュール・ブリュネ - 榎本武揚率いる幕府軍軍事顧問（仏）
- シャルル・ビュラン - 横浜仏語伝習所・陸軍兵学寮教員（仏）
- カール・ケッペン - 紀州藩の軍事顧問（普）
- アーチボルド・ルシアス・ダグラス - 海軍兵学校教官（英）
- クレメンス・ヴィルヘルム・ヤーコプ・メッケル - 陸軍大学校教官（独）
- シャルル・アントワーヌ・マルクリー（Charles Antoine Marquerie）- 明治政府が招聘したフランス軍事顧問団団長（仏）
- ゼームスことジョン・M・ジェームズ - 海軍で航海術を指導（英）
- ジョルジュ・ブーランジェ - ブーランジェ将軍事件の陸軍軍人。来日はしていないが1887年に叙勲[20]。

## 御雇の意味
「御雇」と御の字がついたのは、御上（おかみ）すなわち政府が雇ったという意味である。明治政府が雇用した官雇外国人にならって、民間でも学校や会社に私雇外国人を多く採用した。在外公館で雇用されていた者や外国人居留地の警備にあたった者なども含まれるが、一般的には、欧米から技術や知識を学ぶために招いた人物を指す。本項では、便宜的に、私雇外国人を含めて記述する。
なお、「御雇」の原義は、（特に外国人に限らず）武家でない身分の者をその専門技芸において幕府の「御用」に徴用することを指した。江戸期後半になって諸外国の動向が伝わってくるにつけ、武士である幕臣だけでは様々な専門分野に対応できず、一般民の中から専門に特に秀でた人材を募り、この需要にあてたものである。しかし、幕府の側からすると身分としてはあくまでも「御雇い」であり、臨時雇用の色合いの濃い立場の低い扱いではあったが、それなりの処遇（給与・住居など）は与えられ、なかには能力と功績が認められると正規の幕臣として取り立てられ、武家として称氏（氏姓、苗字を名乗ること）・帯刀・世襲が許される場合もあった。

## 墓所
お雇い外国人の中には日本に墓所が残されている者もいる。ラフカディオ・ハーンの墓所は島根県松江市の重要な観光資源にも位置づけられている。アーネスト・フェノロサはロンドン滞在中に亡くなったが、園城寺（三井寺）に埋葬された。
東京都にある青山霊園の青山外国人墓地では、関係者の所在が不明となり、管理料（2005年現在、年590円）が長年にわたって未納のままのものがある。通例であれば無縁仏として集合墳墓に改葬されるところだが、青山霊園の場合、2006（平成18）年度に東京都側が78基にのぼる管理費滞納お雇い外国人墓所を文化史的に再評価し、史跡として保護する方針であることが2005年（平成17年）2月18日の読売新聞で報じられた。